# 윈필드 던

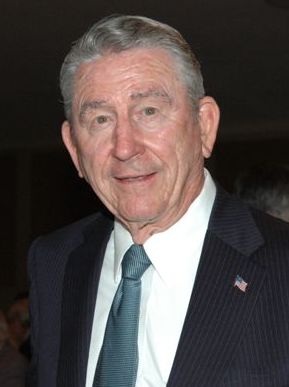

윈필드 던(Winfield Dunn, 본명: 브라이언트 윈필드 컬버슨 던, Bryant Winfield Culberson Dunn, 1927년 7월 1일 ~ 2024년 9월 28일)은 1971년부터 1975년까지 테네시주의 제43대 주지사를 역임한 미국 사업가이자 정치인이었다. 50년 만에 주의 첫 공화당 (미국) 주지사였다. 던은 1986년 두 번째 임기에 실패한 후보였으며 민주당 (미국) 네드 맥워터(Ned McWherter)에게 패했다. 그는 주지사 임기 말부터 사망할 때까지 공화당과 의료계에서 활발히 활동했다.